# 올바른농축수산식품원산지표시실천협회
올바른농축수산식품원산지표시실천협회는 합리적인 교육 홍보활동으로 원산지 표시제 정착 및 국민 불안, 불신해소 목적으로 설립됐다.

## 주요 사업
- 농·축·수산식품 원산지표시제 교육 및 홍보활동
- 식품업자 불법행위와 업소의 원산지 허위표시 및 미표시 감시활동
- 기타 관할청이 위임하거나 승인하는 사업 또는 전 각호에 부대하는 관련사업